# 未來戰隊時間連者
《未來戰隊時間連者》，是由日本東映製作的《超級戰隊系列》第24部特攝作品，於2000年（平成12年）2月13日至2001年2月4日期間每週日上午7時30分在朝日電視台首播。

## 作品特色
- 以「時空」與「時刻」作為主題的《超級戰隊系列》作品。
- 此作標題《未來戰隊》曾為《大戰隊風鏡V》的初期計劃名稱[1][2]。
- 由此作開始東映將《超級戰隊系列》註冊商標權（如有抄襲者需承擔法律責任），同樣地從此作起片頭畫面會呈現《超級戰隊系列》的商標[註 1]。
- 最後一部在20世紀首播的《超級戰隊系列》作品，也是首部橫跨兩個世紀的戰隊作品。
- 此作的片頭曲與片尾曲皆各由單一女歌手演唱；而片頭曲畫面亦首次加入歌詞。
- 此作共有51集，但實際上劇情則於第50集結束，然而由於下一部作品的《百獸戰隊牙吠連者》為《超級戰隊系列》的第25部紀念作品，故第51集則以《特別篇 超級戰隊大集合》為名[來源請求]，以回顧歷代的「超級戰隊」，而最後則介紹新戰隊牙吠連者登場。
- 首次於同一部作品中出現兩名紅色戰士，亦是首次出現紅色追加戰士（時間火焰）。
- 繼《恐龍戰隊獸連者》後再次將追加戰士設定為最後陣亡。
- 首次有相同數量的機組出現三種合體（Time Jet；兩種大型機械人型態及一種噴射機型態）。
- 戰隊隊員的眼罩為顏色形式並非典型的黑眼罩，也是繼《秘密戰隊五連者》、《JAKQ電擊隊》與《Battle Fever J》後第四組出現非黑色眼罩的戰隊。
- 此作與戰隊敵對的單元角色則以「壓縮冷凍」取代過往戰隊作品相關角色的「死亡」形式收場。

## 故事概要
在遙遠的未來，科技的進步已能夠應用於宇宙旅行甚至時空層面，但卻有不法分子在其他時空中進行違法行為導致歷史被錯亂修改，而公共機關「時間保護局」亦因而成立。
然而在西曆3000年，罪犯唐·多魯尼洛則聯同其夥伴逃往一千年前的西曆2000年，故時間保護局的遊騎兵隊長隆也則帶同四位新晉的時間保護局隊員－尤里、綾瀨、土門以及席恩追捕，殊不知隆也則為由與多魯尼洛同行的莉拉所喬裝，而莉拉亦啟用時光機的自爆裝置意圖將其餘四人殺害。
此時，一位西曆2000年的青年－淺見龍也亦同時湊巧路過，而倖存的四人卻因看見其長相與隆也相似而對他施襲。至於多魯尼洛一行人也開始在西曆2000年進行犯罪行為，而尤里四人擁有的五個應急用品Chrono Changer於首次啟用時須同時有五名使用者發動，故四人亦只好將龍也拉進陣容中，成為「未來戰隊時間連者」逮捕多魯尼洛一行人。

## 登場角色

### 未來戰隊時間連者
未來戰隊時間連者，為四位來自30世紀的未來人與一位西曆2000年的男子組成的隊伍，目的為將同為來自30世紀的犯罪組織隆達茲家族逮捕。
五人在逮捕隆達茲囚犯期間皆以其成立的萬事屋Tomorrow Research維持生活。
淺見 龍也（あさみ たつや）／ 時間紅
演：永井大
時間連者中唯一一位來自20世紀的隊員，為淺見集團會長的獨生子。
從小便學懂獨立自主，不喜歡父親決定自己的人生（繼承家族企業）而離家出走，而對自己的信念為「即使無法改變未來，至少希望能改變明天」。
在一次偶然下替當時無法使用Chrono Changer的四位來自30世紀的未來人變身為時間連者，後來亦成立了Tomorrow Research作為時間連者的據點，而在Tomorrow Research則為擔任空手道教練。
後來亦悄悄對尤里產生了愛意，而最後在與四人臨別前亦向尤里表白，同時龍也亦決定繼承其家族企業。
尤里／ 時間粉紅
演：勝村美香
時間連者的隊長，在Tomorrow Research主要擔任偵探工作。
為30世紀Intercity警察的黑手黨搜查官，後來因獲得多魯尼洛町上了時間保護局的情報而潛入時間保護局。
其個性堅強冷酷，在作戰策劃方面亦尤為冷靜，然而其內心仍有柔弱的一面。
其父親過往亦為黑手黨搜查官，可是被多魯尼洛僱用的殺手殺害，而目睹自己的父母跟妹妹被殺害的她亦因而於對待罪犯除了職業使命外也帶有復仇心理。
後來在一些突發的危急情況中也開始變得漸漸依賴龍也，甚至也漸漸愛上他，而最後兩人在臨別前亦接受其表白。
在歷史被修正後，其家族的暗殺事件並沒有發生，而其家人仍然健在。
綾瀨／ 時間藍
演：城戶裕次
時間連者的一員。
過往目標是成為賽車手，但是在確診罹患於30世紀仍未能根治的致命性心臟病「歐西里斯症候群」後便放棄了夢想，並加入時間保護局。
個性外冷內熱，並以「綾瀨 慎之助（あやせ しんのすけ）」之名義取得20世紀的駕駛執照，故而於Tomorrow Research主要擔任駕駛運輸的工作。
在歷史被修正後，「歐西里斯症候群」已經找到治療方法。
土門／ 時間黃
演：小泉朋英
時間連者的一員，在Tomorrow Research主要擔任防身術教練。
原為30世紀格鬥技Grapple的職業格鬥家，但因放棄比賽而被解雇後便加入時間調查局。
個性直接且重情義，但經常在街上派發傳單時搭訕女性，而其業務成績亦不太理想。
於一次行動中亦因曾安慰一直追蹤時間連者的熱血記者保奈美而遭其暗戀，而自己亦對保奈美產生一些愛意，而最後土門亦以其真面目與其告白並墜入愛河。
在歷史被修正後，土門只是遭到禁賽一年的懲罰，而且罰期已滿。
其他登場作品：《海賊戰隊豪快者》
席安／ 時間綠
演：倉貫匡弘
時間連者的一員，在Tomorrow Research主要擔任機械維修工作。
個性天真爛漫的善良少年，但亦有腹黑的一面。
戰隊中唯一一位非地球人，他是來自於西曆2984年被戰爭摧毀的哈伯德星，還是嬰兒時期的他則被送到地球，同樣亦因其星球人頭腦優秀以及作為其星球人的中唯一被送到地球的倖存者，故當時年紀尚小的席安則被大人們進行研究並作出精英培育，而沒有童年的他後來亦因感到煩厭逃走並加入時間保護局。
因為星球血統關係，故每年只需睡覺一次，每次為期一星期左右，而平時無須睡覺的他則透過發明工具以打發時間。

#### 時間連者的協力者／相關者
塔克
聲：沼田祐介
陪同四位時間連者前往西曆2000年的貓頭鷹外型機械人。
擁有人類的特性，個性亦沉著冷靜。
內存大量罪犯的資料，也有20世紀及30世紀的情報，是戰隊重要的資料庫。
後來於時間連者與基恩的戰鬥中被基恩槍傷，及後被席安救回的他卻因其資訊庫被隆也修改而離家出走，但隨後卻被席安哄回的重拾信心，而最後亦因不能接受隆也的命令而自毀晶片，幸好席安早已備份資料而得以重新運作。
Time Robota
聲：折笠富美子
由席恩製造的支援型機械人，於Case File 27初登場。
個性活潑好動，但說話大嗓子且尤為囉嗦。
隆也
演：永井大（分飾）
時間保護局的遊騎兵隊長。
為龍也的後裔，其長相亦與龍也相似。
實為真正的時間火焰及V-Rex的駕駛員，因目睹在G佐德的時空移動實驗失敗而產生的時空裂縫中發現自己殉職的歷史，故為能夠改變自己命運而設計利用V-Rex予直人作為其操縱員以替代其死亡。
在時間連者於與隆達茲囚犯傑卡的戰鬥中則啟動了Time Jet的緊急系統；而在知悉G佐德抵達西曆2000年後便前往該時空與時間連者會合，並且取回龍也的Chrono Changer及指揮四人。
後來在G佐德被摧毀後便返回30世紀，並告知西曆2001年會迎來大消滅及下令尤里四人離開20世紀。其後龍也為保護尤里四人的安全而強行將四人送回西曆3001年，而隆也亦將新的歷史告知他們，然而同時亦意圖將他們曾身處於西曆20世紀的記憶刪除，不過最後四人還是忠於自我，設法重回到西曆2001年協助龍也，而試圖制止四人的隆也最終亦在與綾瀨纏鬥時遭其誤射身亡。
淺見 渡（あさみ わたる）
演：岡本富士太
龍也的父親，淺見集團的會長，於Case File 2初登場。
其公司在社會的政治金融界有相當的影響力，對社會貢獻也不遺餘力。
對其兒子龍也不聽自己的話感到焦慮，其實他自己年輕時也曾做過同樣的事，很擔心兒子跟自己不同，脫離家族而真的一去不返。
後來因為隆達茲家族的作亂不斷而成立民營警備組織City Guardians（CGC），但不久後便知悉其兒子為時間連者的一員。
在原本的歷史中渡則於隆達茲家族的攻擊中遭受重傷身亡，但在龍也的努力下改變歷史而得救。
淺見 奈美江（あさみ なみえ）
演：大西多摩惠
渡的妻子，亦為龍也的母親，於Case File 6初登場。
舊姓「鷹宮（たかみや）」，而其個性亦較為孩子氣，對龍也所決定的任何事亦尤為興趣，是個很疼愛兒子的母親。
森山 保奈美（もりやま ホナミ）
演：有輝凜
抱有熱血個性的女記者，於Case File 9初登場。
初期到處追擊時間連者，亦曾為拍攝照片而無意阻礙時間連者行動，結果亦因而遭到時間粉紅的掌摑，隨後卻因得到時間黃的安慰而愛上了他，但當初藉自己觀察知悉時間連者的真實身份時卻誤認為綾瀨是時間黃。
後來得知土門才是真正的時間黃後亦開始與其墜入愛河，而最後在與土門道別後亦誕下其與土門的孩子。
瀧澤 直人（たきざわ なおと）／ 時間火焰
演：笠原紳司
龍也於高中及大學時期的好友兼空手道競爭對手，於Case File 27初登場。
是位現實主義者，個性我行我素且對權勢有着強烈的渴望，儘管如此他仍是外冷內熱的男子。
於高中空手道比賽中曾打敗龍也，後來更獲得推薦入讀大學，然而就讀了兩年後便因不能接受富裕人士的大學環境而選擇退學。
後來加入了淺見會長成立的CGC，但不久後便與龍也重逢並知曉其為時間連者的身份，隨後在意外獲得V-Commander後便成為V-Rex的操縱員及能變身為時間火焰，並且在CGC原任隊長受傷後便藉其時間火焰的身份成為CGG繼任隊長。
然而其能成為時間火焰則為隆也所設的替死鬼局，而最後於一次行動中為保護一位小女孩而被傑尼多重傷，其後負傷的他則為替該小女孩捉回小鳥，結果仍遭到傑尼多殺害，而在臨終前亦將V-Commander交予龍也。
 V-Rex／V-Rex Robo
為時間保護局採用高密度λ2000製作的巨大生體型機械，於Case File 28初登場。
其「暴龍」型態（V-Rex）擁有強而有力的尾巴與獠牙以應對格鬥戰，而其雙肩亦附有雙管式推進器能發射光束彈Rex Laser，另外當其受傷後便會進入24小時的休眠狀態以進行自我修復；至於「大型機械人」型態（V-Rex Robo）其右手臂為擁有六個槍口的加特林機槍可發射導彈Revolver Missile，其左手臂亦可發射飛拳攻擊，而必殺技為以其雙肩的雷射炮釋放的超低溫光束「Max Blizzard」。
過往於30世紀進行時間移動實驗中失敗，故一直在時空中徘徊。後來則意外出現於西曆2000年，但其操縱裝置並不在牠身上，直到直人使用並激活其操縱裝置後，V-Rex亦成為了直人的夥伴。
後來在與Neo Crisis的戰鬥中兩者體內的λ2000產生了共振作用導致出現時空侵蝕（大消滅）；其後在直人離世後則由龍也操縱V-Rex，而最後V-Rex的λ2000被時間紅使用DV Defender改造為ζ3後繼而將Neo Crisis摧毀，大消滅亦因而停止。

### 隆達茲家族
隆達茲家族，為從西曆3000年逃到西曆2000年的地球，以罪犯唐·多魯尼洛為首腦的犯罪組織。
以金錢為目標從事犯罪活動，但也會為了消滅時間連者而將囚犯解凍。
為唐·多魯尼洛即將於隆達監獄接受壓縮冷凍前則與其同行的基恩合力攻佔後便以其頂層前往西曆2000年，最終他們落根於一片樹林中並成為他們的根據地，而其組織名稱亦以監獄的名字所取。
唐·多魯尼洛
聲：大友龍三郎／演：千本松喜兵衛（人類型態）
為西曆30世紀黑手黨組織的頭目。
因為犯下了第一級罪行而被處以為期長達一千年的壓縮冷凍，卻於即將壓縮冷凍時藉由基恩暗中幫忙下脫險並逃到西曆20世紀。
相當熱愛金錢，認為世上沒有錢便萬萬不能。
過往則與當時仍為人類的基恩所救，而後來亦不忍心予基恩遭受欺負而將其交予黑道醫生改造為機械化人類。
後期因基恩的失控而決定親手解決他，但最後卻因自己的猶豫而被失控的基恩重傷，隨後多魯尼洛則向龍也跟尤里透露隆達監獄的所在地後便於兩人面前倒地逝世。
基恩
聲：戶部公爾／演：天間信紘（人類時期）
隆達茲家族中的作戰參謀，是個有著金色身軀的機械化人類。
平時態度跟語調尤為有禮貌，但一旦情緒高漲時便會出現瘋狂的言論。
原為居住於簡陋住所的普通青年，而未曾上學的他甚至連簡單的數字能力也不會。後來於某天偶然救回並收留當時被追殺的多魯尼洛，其後亦為保護多魯尼洛而遭到他人重傷，而最終多魯尼洛亦決定將他交予黑道醫生改造為機械人。然而在經改造後的基恩便性情大變，同時亦因植入了λ2000的電子腦而變得相當聰明，但滿腦子亦只想著如何破壞。
後期因其破壞行為日漸脫軌而被多魯尼洛以抑壓裝置解除其電子腦的運作並遭其囚禁，但後來則被隆也解除其抑壓裝置並被告知自己是不可被消除的歷史後，便開始了一連串殘暴無情的大肆破壞。
最後他竊取了大量λ2000開發破壞機械人Mega Crisis，其後更以前者為基礎製造Neo Crisis，而在操縱Neo Crisis期間基恩亦逐漸失去記憶跟自我意識，而最後他則聯同Neo Crisis一同被時間連者消滅。
莉拉
演：久瑠麻美
多魯尼洛的情人。
擁有一頭粉紅色頭髮，作風奢侈並且相當以自我為中心。
擅長喬裝，並擁有變身為他人之能力，而使用武器為光束槍。
最後在知悉多魯尼洛離世的消息後，心感不妙的莉拉便決定離去，其後便下落不明。
隆達茲囚犯
被囚禁於隆達監獄的囚犯。
他們會被以讓身體不能活動且縮小化的壓縮冷凍方式囚禁，另外壓縮冷凍亦會出現讓其身體組織擴張20倍的副作用「反噬」，故囚犯們在接受壓縮冷凍前則會被貼上特殊的抑壓貼紙，而撕下貼紙後則會巨大化。
當囚犯們被時間連者擊敗後便會變回壓縮冷凍狀態，隨後時間連者則會將其回收。
地獄門囚犯
為囚禁於隆達監獄內的半永久囚室「地獄門」之兇惡罪犯。
垃圾機械人 傑尼多
由基恩以廢鐵開發的機械人兵卒。
能夠喬裝人類，而使用武器為可作為槍械使用的大刀。

### 其他角色
出發機械人 Providers
時間保護局的大型機械人。
當有大型機械準備時間穿梭時則會分離及啟用依附於其肩上的時間閘門，並會以其右臂透過敲打形式將大型機械送進時間閘口中。
G佐德
於Case File 43-44登場。
原為時間保護局的怪獸型生體戰鬥機械人，但於30世紀進行時間移動實驗中失敗，後來卻因時空脈衝出現異常而現身於西曆2000年。
初現身時並非戰鬥模式，但因遭到基恩的刺激而甦醒並開始大肆破壞，但最後則被時間連者跟V-Rex合力摧毀，而G佐德的打敗亦修改了眾人的歷史。

## 時間連者／時間火焰的裝備

### 裝備／武器
時間連者的裝備／武器
Chrono Changer
時間保護局的應急裝備之一。
具變身、通信、追蹤及召喚武器等功能，另外時間連者在首次變身時須同時有五名使用者發動Chrono Changer。
後期席安亦為能應付隆達茲囚犯海多力多的攻擊速度而對Chrono Changer添加能讓時間連者行動速度提升的「Accel Stop」，但每次使用時間則只有3秒，並且使用時其強化服的耐久力亦會下降。
Time Flyer
時間保護局的小型飛行戰鬥艇。
其機身則裝備複數的加農炮，另外其自身亦能變形為Time Robo β的武器Flyer Magnum。
Time Emblem
時間連者的身份徽章。
將Time Emblem置於被壓縮冷凍的隆達茲囚犯之上後則會變為收納該囚犯的膠囊。
Double Vector
時間連者的時針型雙劍。
其分為長劍Spark Vector與短劍Arrow Vector，而將雙劍劍柄合體後則能成為雙向劍Twin Vector；另外Spark Vector的劍尖部分亦能釋放能源光束Vector Harley。
Assault Mobile
為席安研發的五種武器配件，於Case File 23初登場。
將所有Assault Mobile與Spark Vector組合後便成為Assault Vector，而Assault Vector除了能吸收敵人的破壞光束外，亦能釋放其威力為Vector Harley約30倍的光束Assault Burning。
Vol Unit
時間連者的重型射擊武器。
其各人的Vol Unit分別為加農炮 Vol Blaster、光束發射炮 Vol Launcher、雙槍管等離子機關槍 Vol Pulsar、雙槍管速射破壞炮 Vol Vulcan以及熱線槍 Vol Sniper，而五台Vol Unit亦能組合為Vortec Bazooka，藉此發射可壓縮冷凍隆達茲囚犯的超低溫光彈Press Refraser。
 時間火焰的裝備／武器
V-Commander
時間火焰的聲控型變身器兼V-Rex的操縱裝置，於Case File 29初登場。
原為依附於V-Rex的控制裝置，後來在V-Rex進行時空移動實驗中失敗時亦一同與V-Rex失散。後來在西曆2000年重現時則被直人使用並轉換為V-Commander，而V-Commander亦記錄了直人的聲音讓之成為時間火焰。
DV Defender
時間火焰的武器，於Case File 29初登場。
能轉換為「槍械」與「劍」模式，而必殺技則為以「劍」模式對敵人斬擊的「DV Refraser」。

### 大型機械
Time Jet
時間連者的五台戰鬥機，於Case File 2初登場。
由塔克發動緊急系統後則從30世紀前來協助時間連者應對巨大化敵人。
 Time Jet 1
時間紅駕駛的小型戰鬥機，而其機體雙側皆裝備Plasma Vulcan炮。
為Time Robo α／β的頭部與身軀、Time Jet γ的前端。
 Time Jet 2
時間藍駕駛的附有貨物艙之中型戰鬥艇，而其機體前端亦裝備2門Pulse Machine Gun。
為α的左腰部與左腿、β的左手臂、γ的右側。
 Time Jet 3
時間綠駕駛的中型戰鬥艇，而其機體前端亦裝備Distortion Blast。
為α的右腰部與右腿、β的右手臂、γ的左側。
 Time Jet 4
時間黃駕駛的小型戰鬥機，而其機體前端亦裝備可釋放二千度高溫彈的Heat Disruptor。
為α的左手臂、β的右腰部與右腿、γ的左後部。
 Time Jet 5
時間粉紅駕駛的小型戰鬥機，而其雙側翼皆裝備擴散光束炮Diffusion Shot。
為α的右手臂、β的左腰部與左腿、γ的右後部。
Time Shadow
為30世紀的時間保護局與Intercity警察合作秘密開發的自律型大型機械，於Case File 19初登場。
能變形為「噴射機」與「大型機械人」兩種型態：「噴射機」型態配備複數槍炮，並能搭載武器Pro Divider；而「大型機械人」型態則擁有忍者般的敏捷，並以兩把特製的刀Shadow Saber為武器，而兩把Shadow Saber亦能組合為弓形刀Double Shadow。
 V-Rex／V-Rex Robo
參照時間連者的協力者／相關者。

#### 合體型態
Time Robo α
為五台Time Jet合體的大型機械人型態之一，於Case File 2初登場。
使用武器為時空劍與護盾Chrono Shield，而必殺技為以時空劍斬擊的「Press Blizzard」。
Time Robo β
為五台Time Jet合體的大型機械人型態之一，於Case File 2初登場。
擅長空中戰與射擊戰，而使用武器為由Time Flyer變形的槍械Flyer Magnum，但其本身並不具備予隆達茲囚犯壓縮冷凍的功能。
Time Jet γ
為五台Time Jet合體的噴射機，於Case File 5初登場。
其機首配備等離子炮Gamma Laser，並能透過繞旋飛行形式發動龍捲風Gamma Tornado。
Time Robo Shadow α
為Time Robo α與Time Shadow的合體型態，於Case File 21初登場。
其雙肩搭載雙管炮Chronotech Cannon可釋放捕捉敵人的光子網Virtual Net，而必殺技為以「劍」模式的Pro Divider斬擊之「Blizzard Slash」。
Time Robo Shadow β
為Time Robo β與Time Shadow的合體型態，於Case File 20初登場。
其會以於空中使用「槍」模式的Pro Divider發射可圍繞隆達茲囚犯的12發光彈製造能限制其行動的時鐘型屏障，隨後便以Pro Divider釋放高壓低溫的能量彈「Pressure Cannon」將隆達茲囚犯壓縮冷凍。

## 設定
時間保護局
為30世紀以保衛時間歷史的大型組織。
Provider Base
時間保護局的基地。
時間移動體 Igrek
時間保護局的時光機。
淺見集團
為西歷2000年中有名的頂級日本企業。
其會長為龍也的父親渡，而龍也亦為集團繼承者。
第三綜合研究所
為淺見集團旗下的研究所，而後期亦作為City Guardians的基地。
City Guardians
由渡因應隆達茲家族的作亂日益頻生而成立的警備公司，簡稱。
原為私營組織，然而後來直人因察覺隆達茲家族的破壞日益嚴重而擅將組織交予政府機關。而在西曆30世紀則以轉型為尤里隸屬的「Intercity警察」。
λ2000／ζ3
為第三綜合研究所開發的高純度能源。
其開發原意為在使用時並不會造成任何污染，然而其則具有輕微侵蝕時空的性質。
而經高溫加熱後會轉化為ζ3，而ζ3則不具有侵蝕時空的作用，並於西曆30世紀獲得廣泛應用。
大消滅
為西曆2001年2月4日因V-Rex與基恩的Neo Crisis在戰鬥中兩者體內的λ2000產生了共振作用而引發的時空侵蝕，為時間連者成功將G佐德消滅後才出現的新歷史。
原歷史中大消滅則會吞噬地球的三分之二，但最後在時間紅將V-Rex體內的λ2000轉換為ζ3並消滅Neo Crisis，大消滅才得以停止。

## 製作團隊
製作人員：
- 原作：八手三郎
- 製作人：
  - 朝日電視台：福吉健
  - 東映：日笠淳
  - 東映Agency：矢田晃一

- 劇本：小林靖子、山口亮太、井上敏樹、竹本昇
- 導演：諸田敏、松井昇、小中肇、坂本太郎、佛田洋、中澤祥次郎、竹本昇
- 動作導演：竹田道弘
- 配樂：龜山耕一郎
- 特攝導演：佛田洋
- 製作：朝日電視台、東映、東映Agency

皮套演員：
-  時間紅：高岩成二
-  時間粉紅：中川素州
-  時間藍：竹内康博
-  時間黃：日下秀昭
-  時間綠：蜂須賀祐一
-  時間火焰：今井靖彦

## 播放列表
以下時間以當地時間（日本時間）為準：
| 首播日期   | 集數 | 標題 （日語）（漢譯）   | 主役隆達茲囚犯／機械                                             | 編劇     | 導演       |
| ---------- | ---- | ----------------------- | ---------------------------------------------------------------- | -------- | ---------- |
| 2000/02/13 | 1    | 時空逃亡者              | -                                                                | 小林靖子 | 諸田敏     |
| 2000/02/20 | 2    | 看不見的未来            | - 炸彈魔 杰卡 （聲：宗矢樹賴）                                   | 小林靖子 | 諸田敏     |
| 2000/02/27 | 3    | 夢想的加速度            | - 現金搶奪犯 基斯 （聲：松本大）                                 | 小林靖子 | 松井昇     |
| 2000/03/05 | 4    | 人質是外星人            | - 誘拐殺人犯 納巴爾 （聲：飛鳥井豐／演（人類型態）：森厚太）     | 小林靖子 | 松井昇     |
| 2000/03/12 | 5    | 第三種合體              | - 殺手 墨多畢拉斯度 （聲：田中一成）                             | 小林靖子 | 小中肇     |
| 2000/03/19 | 6    | 假冒的受邀客人          | - 寶石盜竊犯 露潔 （聲：橘光）                                   | 小林靖子 | 小中肇     |
| 2000/03/26 | 7    | 土門住院中              | - 無良殺人醫 多克 （聲：新井一典）                               | 小林靖子 | 諸田敏     |
| 2000/04/02 | 8    | 藝術爆發                | - 搶劫犯 納波科夫 （聲：稻田徹）                                 | 山口亮太 | 諸田敏     |
| 2000/04/09 | 9    | 唐的煩惱                | - 無良警察官 阿魯諾德K （聲：青山穰）                            | 小林靖子 | 坂本太郎   |
| 2000/04/16 | 10   | 逃離明日                | - 傭兵 奧古 （聲：谷昌樹）                                       | 小林靖子 | 坂本太郎   |
| 2000/04/23 | 11   | 死鬥之城                | - 愉快犯 戈肯 （聲：清川元夢）                                   | 小林靖子 | 小中肇     |
| 2000/04/30 | 12   | 向星星許願              | - 恐嚇犯 磯馬魯克 （聲：鹽屋浩三）                               | 山口亮太 | 小中肇     |
| 2000/05/07 | 13   | 戰鬥賭場                | - 賭博師 貝利托 （聲：水鳥鐵夫／演（人類型態）：重水直人）       | 小林靖子 | 諸田敏     |
| 2000/05/14 | 14   | 不分勝負                | - 瘋狂賽車手 巴隆 （聲：花輪英司／演（人類型態）：小澤碧生）     | 井上敏樹 | 諸田敏     |
| 2000/05/21 | 15   | 找尋狙擊手              | - 狙擊手 麗鳳 （聲：宇和川惠美）                                 | 小林靖子 | 坂本太郎   |
| 2000/05/28 | 16   | 來自蕎麥麵的夢想        | - 美食縱火魔 文森特 （聲、演（人類型態）：唐貫太郎）             | 山口亮太 | 坂本太郎   |
| 2000/06/04 | 17   | 扭曲的正拳              | - 恐嚇番長 法蘭 （聲：石川英郎／演（人類型態）：稲吉貴子）       | 山口亮太 | 小中肇     |
| 2000/06/11 | 18   | 影子的預感              | - 恐怖分子 桑多拉 （聲：石丸純）                                 | 小林靖子 | 小中肇     |
| 2000/06/25 | 19   | 月下的騎士              | - 破壞兵器 Nova                                                  | 小林靖子 | 松井昇     |
| 2000/07/02 | 20   | 新的羈絆                | - 地獄門囚犯 布納撒塔·馬多 （聲：伊藤榮次）                      | 小林靖子 | 松井昇     |
| 2000/07/09 | 21   | 席安的作風              | - 保鑣 海多力多 （聲：佐藤正治）                                 | 小林靖子 | 諸田敏     |
| 2000/07/16 | 22   | 桃色的誘惑              | - 結婚欺詐師 芭貝拉 （聲、演（人類型態）：東風平千香）           | 井上敏樹 | 諸田敏     |
| 2000/07/23 | 23   | 鼓動                    | - 能源盜竊犯 雨戈 （聲：長嶝高士）                               | 山口亮太 | 小中肇     |
| 2000/07/30 | 24   | 黃色，有時候是藍色      | - 傷害犯 博古 （聲：鳥海浩輔）                                   | 小林靖子 | 小中肇     |
| 2000/08/06 | 25   | 斷絕的信賴              | - 瘋狂科學家 玄武 （聲：園部啟一）                               | 小林靖子 | 松井昇     |
| 2000/08/13 | 26   | 信賴的倒數計時          | - 瘋狂科學家 玄武 （聲：園部啟一）                               | 小林靖子 | 松井昇     |
| 2000/08/20 | 27   | 小小的故鄉              | - 美容師 多米羅 （聲：御崎朱美）                                 | 小林靖子 | 諸田敏     |
| 2000/08/27 | 28   | 再會之時                | - 地獄門囚犯 贊格爾 （聲：齋藤龍吾）                             | 小林靖子 | 諸田敏     |
| 2000/09/03 | 29   | 炎之新戰士              | - 軍火商 哈馬 （聲：吉水孝宏）                                   | 小林靖子 | 佛田洋     |
| 2000/09/10 | 30   | 傳遞 火焰的呼喚         | - 盜獵者 馬斯塔亨特 （聲：稻田徹）                               | 小林靖子 | 佛田洋     |
| 2000/09/17 | 31   | 迷想遊戲                | - 心理醫生 澤克塔 （聲：田中亮一／演（人類型態）：大森博）       | 小林靖子 | 松井昇     |
| 2000/10/01 | 32   | 拯救罪犯                | - 炸彈製造犯 DD拉迪斯 （聲：川津泰彥）                           | 山口亮太 | 松井昇     |
| 2000/10/08 | 33   | 小淑女                  | - 無良金融業者 多格爾 （聲：戶谷公次／演（人類型態）：堀田眞三） | 小林靖子 | 小中肇     |
| 2000/10/15 | 34   | 暗·殺·者                | - 跟蹤狂刑事 阿貝爾 （聲：綠川光）                               | 小林靖子 | 小中肇     |
| 2000/10/22 | 35   | 不會到來的明天          | - 駭客 尤甘度 （聲：幸野善之／演（人類型態）：三川雄三）         | 山口亮太 | 諸田敏     |
| 2000/10/29 | 36   | 保持原貌                | - 武器商人 班扎 （聲：根本央紀）                                 | 小林靖子 | 諸田敏     |
| 2000/11/05 | 37   | 被狙擊的力量            | - 破壞工作員 梅丹 （聲：河合義雄／演（人類型態）：大久保運）     | 小林靖子 | 坂本太郎   |
| 2000/11/12 | 38   | 晚安                    | - 靈魂電影製作人 格羅坎 （聲、演（人類型態）：不破萬作）         | 小林靖子 | 坂本太郎   |
| 2000/11/19 | 39   | 被雨淋濕的謊言          | - 地獄門囚犯 恩博斯 （聲：夏井貴浩）                             | 小林靖子 | 小中肇     |
| 2000/11/26 | 40   | 綾瀨離隊！？            | - 連續盜竊犯 多巴 （聲：岸尾大輔）                               | 小林靖子 | 小中肇     |
| 2000/12/03 | 41   | 揭發預言者              | - 預言者 史特勞斯 （聲、演（人類型態）：野口雅弘）               | 小林靖子 | 諸田敏     |
| 2000/12/10 | 42   | 破壞的墮落天使          | - 地獄門囚犯 哈巴爾 （聲：乃村健次）                             | 小林靖子 | 諸田敏     |
| 2000/12/17 | 43   | 歷史修正指令            | - 大型機械人 G佐德                                               | 小林靖子 | 諸田敏     |
| 2000/12/24 | 44   | 反抗時間                | - 大型機械人 G佐德                                               | 小林靖子 | 松井昇     |
| 2000/12/31 | 45   | 末日！Tomorrow Research | - 迷你磯馬魯克 （聲：鹽屋浩三）                                  | 山口亮太 | 中澤祥次郎 |
| 2001/01/07 | 46   | 與未來斷絕              | - 電腦工程師 基多 （聲：置鮎龍太郎）                             | 小林靖子 | 松井昇     |
| 2001/01/14 | 47   | 唐的末日                | - 大型機械人 Mega Crisis                                         | 小林靖子 | 小中肇     |
| 2001/01/21 | 48   | 回歸未來                | - 大型機械人 Neo Crisis                                          | 小林靖子 | 小中肇     |
| 2001/01/28 | 49   | 跨越千年                | - 大型機械人 Neo Crisis                                          | 小林靖子 | 坂本太郎   |
| 2001/02/04 | 50   | 前往無限的明天          | - 大型機械人 Neo Crisis                                          | 小林靖子 | 坂本太郎   |
| 2001/02/11 | 51   | 超級戰隊大集合          | -                                                                | 竹本昇   | 竹本昇     |

## 音樂
片頭曲：
作詞：磯谷佳江
作曲、編曲：龜山耕一郎
演唱：佐佐木久美
片尾曲：

作詞：吉井省一
作曲、編曲：龜山耕一郎
演唱：NAT'S
（Case File 44）
作詞：加藤清美
作曲、編曲：龜山耕一郎
演唱：T.R.Futures
（Case File 45）
作詞：新月貴子
作曲、編曲：中川幸太郎
演唱：高山成孝
（Case File 50）
作詞：磯谷佳江
作曲、編曲、演唱：岩崎元是
（Special（第51集））
作詞：大和祐加里
作曲、編曲：岩崎琢
演唱：T.R.Futures
插曲：

作詞：吉井省一
作曲、編曲：龜山耕一郎
演唱：高尾直樹

作詞：加藤清美
作曲、編曲：出口雅生
演唱：朝川弘子、森之木兒童合唱團

作詞：齊藤美和子
作曲：梶原茂實
編曲：石川惠樹
演唱：佐佐木久美

作詞：加藤清美
作曲、編曲：石川惠樹
演唱：宮內堂千

作詞：里乃塚玲央
作曲、編曲：龜山耕一郎
演唱：高尾直樹

作詞：八手三郎
作曲、編曲：龜山耕一郎
演唱：山形幸生

作詞、演唱：NAT'S
作曲、編曲：柘植由秀

作詞：洲崎千惠子
作曲、編曲：龜山耕一郎
演唱：T.R.Futures與小童合唱團

作詞：加藤清美
作曲、編曲：中川幸太郎
演唱：莉拉（久瑠麻美）

作詞：吉井省一
作曲、編曲：龜山耕一郎
演唱：高尾直樹

作詞：相澤玲摩
作曲、編曲：龜山耕一郎
演唱：佐佐木久美

作詞：磯谷佳江
作曲、編曲：龜山耕一郎
演唱：山形幸生

作詞：洲崎千惠子
作曲、編曲：中川幸太郎
演唱：勝村美香

## 其他相關媒體
VS系列：《未來戰隊時間連者 VS GoGo V》
此作與《救急戰隊GoGo V》的聯動作品，於2001年3月9日發售。

## 超級英雄時間相關條目
- 《假面騎士空我》
- 《爆裂戰士戰藍寶》

## 外部連結
- （東映官網）
- http://www.super-sentai.net/sentai/time.html （页面存档备份，存于）（超級戰隊網內的介紹文）
- （東映内置網頁）